# Pseudopolinices
Pseudopolinices is een geslacht van weekdieren uit de klasse van de Gastropoda (slakken).

## Soort
- Pseudopolinices nanus (Møller, 1842)